# Николаев, Владимир Николаевич (убийца)
Влади́мир Никола́евич Никола́ев (род. 16 марта 1959, Чувашская АССР, РСФСР, СССР) — российский серийный убийца и каннибал. В 1997 году приговорён к смертной казни, заменённой на пожизненное лишение свободы в 1999 году.

## Биография

### Первые преступления
Владимир Николаев родился 16 марта 1959 года в Чувашии в семье алкоголиков. Его родители развелись, когда Владимир был ребёнком. В школе Николаев постоянно дрался, учился плохо. 16-летнего угрюмого Владимира боялись собственные соседи. Ещё до убийств Николаев провёл большую часть жизни в местах лишения свободы по делам о кражах, грабежах и разбое. Первый срок получил в 1980 году, после этого был ещё дважды судим. У знакомых сложилось мнение о Николаеве как о нелюдимом, замкнутом алкоголике и дебошире. На свободе он бывал недолго: два-три месяца, в последний раз — семь месяцев в 1997 году, в течение которых и совершил оба убийства. Несмотря на это, в начале 1990-х годов Николаеву удалось создать семью. В браке супруга родила ему дочь.

### Убийства
Первое убийство, как говорил впоследствии Николаев, произошло случайно: во время пьяной ссоры он ударом кулака убил собутыльника. После этого Николаев, не зная, что собутыльник мёртв, отнёс тело к себе домой, где попытался привести приятеля в чувство несколькими ударами по щекам и холодной водой из душа. Поняв, что знакомый мёртв, стал расчленять его, чтобы избавиться от трупа, и тогда решил попробовать мясо на вкус. Отрезав с ноги кусок, он отварил его и попробовал. Ему не понравилось, и следующий кусок он поджарил, после чего доел, он также утверждал, что пробовал мясо с картошкой. Частью мяса угостил своего знакомого. Последний принёс мясо домой, его жена приготовила пельмени, которые, по словам Николаева, употребила в пищу сама и накормила детей; ещё немного мяса Николаев выменял на спиртное.
Второе убийство Николаев совершил уже сознательно. Часть трупа очередного собутыльника также употребил в пищу, часть продал на рынке. Вскоре Николаев был разоблачён: его знакомый вместе с женой из полученной «сайгачьей вырезки» (как назвал её Николаев) также приготовили пельмени, которыми угостили соседей по подъезду. Однако вкус пельменей показался подозрительным, и они показали странный продукт врачу. Простейший анализ показал, что в фарше содержатся следы именно человеческой крови.

### Арест, следствие, суд и заключение
Вскоре Николаев был арестован по подозрению в убийствах. Он быстро признался в преступлениях. Верховный суд Чувашской Республики в Чебоксарах приговорил людоеда к смертной казни. Впоследствии, в 1999 году, расстрел заменили на пожизненное лишение свободы в исправительной колонии «Чёрный дельфин», что обрадовало Николаева, решившего через 25 лет подать прошение о помиловании. В 2008 году в одном из интервью Николаев сказал, что у каждого пожизненно заключённого должен быть выбор — отбывать пожизненное заключение или же выбрать смертную казнь. В 2012 году людоед сказал посещавшим его в колонии журналистам:
Я считаю, что посадили меня справедливо, а срок завышенный дали. Если бы мне предложили исполнить три желания, я бы попросил освободиться, здоровья, ну и денежек побольше. Больше всего я люблю свою дочку. Из еды мне хочется сыра, колбасы. Если бы у меня была возможность начать жизнь сначала, я не убивал бы, не сел бы в тюрьму, вёл бы нормальную жизнь.
Раньше у Николаева часто брали интервью, однако из-за того, что убийца соглашался говорить только за вознаграждения в виде сигарет и кондитерских изделий — печенья и конфет, со временем перестали. По состоянию на март 2018 года людоед был жив и продолжал отбывать наказание в «Чёрном дельфине».

## В массовой культуре
- Документальный фильм «Людоеды» из цикла «Чистосердечное признание» (2005)
- Документальный фильм «Чёрный дельфин» из цикла «В час пик» (2008)
- Документальный фильм «Приговорённые в „Чёрный дельфин“. Фильм 2» из цикла Вахтанга Микеладзе «Приговорённые пожизненно» (2008)
- Документальный фильм «В камере с людоедом» из цикла Вахтанга Микеладзе «Пожизненно лишённые свободы»
- Документальный фильм «Russia’s Toughest Prisons» (2011)